# Ogres Servisa Centrs
Ogres Servisa Centrs или OSC — небольшое автомобилестроительное предприятие, специализирующиеся на производстве спортивных вседорожников. Наиболее известно благодаря автомобилям OSCar. OSC — неоднократный участник ралли-рейдов «Дакар».

## История
Компания Ogres Servisa Centrs основана в 1993 году в городе Огре инженером и автогонщиком Андрисом Дамбисом и первоначально занималась только ремонтом автомобилей. Лишь в 2001 году впервые появились идеи о создании гоночного автомобиля и участии в «Дакаре». В 2002 году на базе фирмы была образована гоночная команда «Rally Raid Team Latvia». В том же году появились первые эскизы автомобиля.
В 2003 году появился реальный автомобиль — OSCar, — который на следующий год дебютировал в «Ралли Дакар». В 2006 году было принято решение о постройке нового автомобиля для ралли-рейда. Вскоре фирма представила абсолютно новый внедорожник — OSCar O3. В январе 2007 года команде Rally Raid Team Latvia для участия в Дакаре’07 было предоставлено уже 3 таких внедорожника. В 2009 году компания разработала и построила новый автомобиль для 24-часовых гонок на базе Ford Fiesta 5-го поколения — OSCar 24H.
2010 год ознаменовал новую веху в истории компании: старт проекта — OSCar eO, который должен был стать первым гибридным автомобилем, принявшем участие в «Дакаре». В 2012 году OSCar eO дебютировал в «Ралли Дакар» и успешно закончил гонку.
Помимо «Дакара» автомобили OSCar принимают участие и в других ралли-рейдах, таких как «Ралли Шёлковый путь» и «Ралли Трансориенталь».

## Лучшие результаты в ралли-рейдах «Дакар»
| год  | автомобиль | пилот              | место   |
| ---- | ---------- | ------------------ | ------- |
| 2004 | OSCar      | Андрис Дамбис      | 29      |
| 2005 | OSCar      | Игорь Скокс        | 36      |
| 2006 | OSCar      | Марис Сауканс      | DNF     |
| 2007 | OSCar O3   | Андрис Дамбис      | 26      |
| 2008 | Отменен    | Отменен            | Отменен |
| 2009 | OSCar O3   | Янис Азис          | 24      |
| 2012 | OSCar eO   | Марис Сауканс      | 77      |
| 2013 | OSCar O3   | Бенедиктас Ванагас | 65      |
| 2014 | OSCar O3   | Бенедиктас Ванагас | 35      |

## Фотографии
| - Oscar 2003 |